# Iglesia de Santa Filomena (Paradera)
La Iglesia de Santa Filomena (en papiamento: Parokia Santa Filomena, en neerlandés: St. Filomenakerk) es el nombre que recibe un edificio religioso que pertenece a la iglesia católica y se encuentra ubicado en la localidad de Paradera, en la isla caribeña de Aruba un país autónomo del Reino de los Países Bajos en las Antillas Menores.
El templo sigue el rito romano o latino y depende de la diócesis católica de Willemstad (Dioecesis Gulielmopolitana). Como su nombre lo indica fue consagrada a Santa Filomena una virgen y mártir griega venerada en la Iglesia católica.
Constituye además una importante atracción turística en Paredera dominando su skyline.